# So Long
A So Long című dal a svéd ABBA együttes első kislemeze az azonos címet viselő ABBA című albumról. A dalt Björn Ulvaeus és Benny Andersson írták. A női vokált Agnetha és Anni-Frid éneklik. A dal hangzásában erősen hasonlít a Waterloo című dalra.
A dal elhangzik az ABBA:The Movie című 1977-ben készült filmben is.

## Megjelenések
7"  Ausztria Polydor – 2040 131
- A So Long – 3:04
- B I've Been Waiting For You – 3:38

## Feldolgozások
A Gabba nevű emlékzenekar saját változata hivatalos honlapjukon.

## Slágerlisták
| Slágerlista(1974)                  | Legmagasabb helyezés |
| ---------------------------------- | -------------------- |
| Ausztria Austrian Singles Chart    | 3                    |
| Belgium Belgian singles chart      | 29                   |
| Franciaország French singles chart | 64                   |
| Németország German Singles Chart   | 11                   |
| Svédország Swedish singles chart   | 7                    |